# 呼吉尔特陨击坑
呼吉尔特陨击坑（Khujirt）是火星门农尼亚区的一座撞击坑，中心坐标位于南纬16.29度、东经203.03度，直径38公里（24英里），其名称取自蒙古中央的呼吉尔特区，2021年，被国际天文联合会批准采用。
呼吉尔特陨击坑位于伯顿陨击坑的南面。